# Erik Pipp
Erik Pipp (* 14. Mai 1987 in Bad Nauheim) ist ein deutscher Eishockeyspieler, der seit 2008 für die Harzer Wölfe und EC Harzer Falken als Stürmer spielt.

## Karriere
Erik Pipp begann seine Karriere im Nachwuchs des EC Bad Nauheim und durchlief dort alle Nachwuchsmannschaften bis zur Jugend. Im Sommer 2003 wechselte er in das DNL-Team des SC Riessersee. Doch schon ein Jahr später stand er wieder für Bad Nauheim in der Juniorenbundesliga auf dem Eis.
In der Spielzeit 2005/06 kam er dann zu seinen ersten Einsätzen im Profikader des ESV Kaufbeuren in der 2. Bundesliga, bevor er in der folgenden Saison fest zum Kader der Joker gehörte.
Nach dem Abstieg der Joker entschloss sich Pipp zum Wechsel zum Mitabsteiger ESC Dresden. Jan Tábor, Manager der Eislöwen, sagte über den Neuzugang: „Erik Pipp ist ein ausbaufähiger Spieler, der bereits letzte Saison viel Eiszeit in der 2. Liga bekam. Marian Hurtík kennt ihn aus dem Nachwuchs und wir sind überzeugt, dass er uns weiterhelfen wird.“ Bis Dezember 2007 spielte er in der vierten Angriffsformation der Eislöwen, bevor er um Vertragsauflösung bat und sich im Januar 2008 dem EC Bad Nauheim anschloss. Im Sommer 2008 wechselte er zu den Harzer Wölfen in die Regionalliga Nord. Ab der Saison 2010/2011 spielte Erik Pipp mit den Harzer Wölfen in der Oberliga Nord.
In der Sommerpause spielte Erik Pipp Inlinehockey bei den Bad Nauheim Grizzlys.

## Karrierestatistik
(Legende zur Spielerstatistik: Sp oder GP = absolvierte Spiele; T oder G = erzielte Tore; V oder A = erzielte Assists; Pkt oder Pts = erzielte Scorerpunkte; SM oder PIM = erhaltene Strafminuten; +/− = Plus/Minus-Bilanz; PP = erzielte Überzahltore; SH = erzielte Unterzahltore; GW = erzielte Siegtore; 1 Play-downs/Relegation; Kursiv: Statistik nicht vollständig)